# Fotomatón

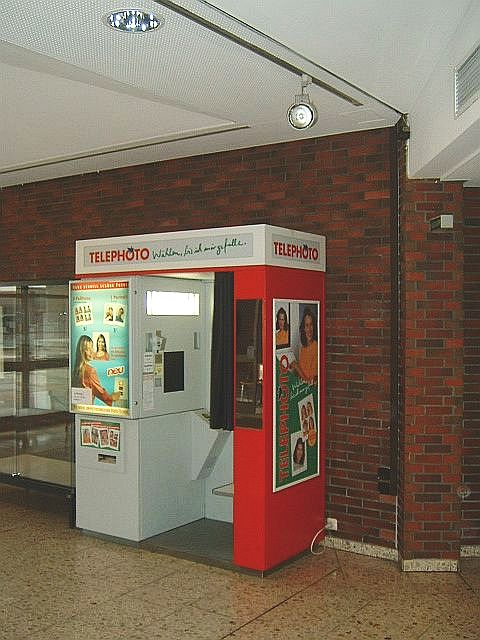
Máquina de fotomatón en un edificio público.

Se conoce como fotomatón a una cabina automática que dispensa fotografías de forma instantánea, generalmente a cambio de dinero. Se suelen situar en calles o zonas públicas y se activan al introducir monedas. Tradicionalmente los fotomatones disponían de un asiento regulable diseñado para que la persona o personas que fuesen a ser fotografiadas se dispusiesen frente a la cámara. Al insertar las monedas o al activar el proceso, la máquina tomará una serie de fotografías (o una única fotografía de la que se imprimen múltiples copias). En ocasiones, antes de cada fotografía, el fotomatón producirá una señal, como una luz o un pitido, para avisar al fotografiado de que se prepare para la captura. Después de que la última fotografía de la serie (normalmente entre 3 y 8) haya sido tomada, el fotomatón empieza a desarrollar la película fotográfica, tardando varios minutos, en los antiguos fotomatones analógicos, ahora con la tecnología digital en mucho menos tiempo. Las dimensiones y formatos de estas impresiones varían según la configuración de la máquina o la elección del usuario.
Los tres países del mundo con mayor infraestructura de fotomatones son: Reino Unido, Japón y Francia. En otros países el nivel de penetración de los fotomatones es menor. En estos se podría incluir: Alemania, Italia, España, Escandinavia y los países del Benelux.

## Orígenes
La patente de la primera máquina de fotografía automática data de 1889 por Mathew Stiffens, y durante el mismo año Monsieur Enjalbert mostró una máquina similar en la Exposición Universal de París, aunque estas máquinas no eran suficientemente fiables como para ser autosuficientes.
En España, la primera máquina de fotos automática la presentó Juan Cantó en la Exposición Universal de Barcelona de 1888. Desde entonces hasta 1929, fecha en la que se abre el primer estudio Photomaton y se instalan los primeros aparatos Fotodin, se patentaron en España diferentes modelos de máquinas automáticas de retratar.
El concepto moderno de fotomatón con una cortina o pantalla cubriendo el fondo y la entrada tiene su origen en Anatol Josepho en 1925  con el primer fotomatón de estas características aparecido en Broadway, en Nueva York. 
El mayor operador en España es TECNOTRON SAU con más de 1500 máquinas al 2024 
El mayor operador y fabricante de fotomatones es Photo-Me International de Reino Unido, con base en  Bookham, Surrey, que opera en todo el mundo.

## Fotomatones para eventos
Los fotomatones para eventos son dispositivos portátiles diseñados para celebraciones como bodas, cumpleaños, ferias y eventos corporativos. A diferencia de los tradicionales, ofrecen características avanzadas como personalización de fondos, impresión instantánea, envío digital de fotos y opciones interactivas como GIFs y videos. Actualmente existen multitud de empresas de empresas de alquiler de fotomatones que ofrecen este tipo de servicio.
Casos de uso
Se utilizan para crear recuerdos en bodas, promocionar marcas en eventos corporativos, atraer público en ferias y dinamizar fiestas temáticas. Además, son una herramienta de marketing, ya que las fotos personalizadas suelen incluir logotipos y mensajes promocionales.
Beneficios
Proporcionan recuerdos físicos y digitales, añaden entretenimiento a los eventos y mejoran la visibilidad de marcas. Con innovaciones como espejos mágicos y sistemas 360°, los fotomatones siguen adaptándose a las necesidades actuales.

## Actualidad
Actualmente en España, el concepto de fotomatón ha evolucionado considerablemente, ha pasando de máquinas de químicos con complejos sistemas mecánicos y utilización de químicos, a sistemas digitales simples y mucho más rápidos.
Los sistemas innovadores en su momento destacaban para la impresión instantánea de fotografías personalizadas con marcos temáticos, además de integrar opciones digitales. Esto transformó la manera en la que los asistentes interactuaban con los fotomatones, convirtiendo las fotos en un recuerdo inmediato y viral.
Hoy en día, los fotomatones en eventos en España han ido más allá, con opciones como fondos personalizados, cabinas abiertas, y elementos interactivos como GIFs, videomatones o pantallas táctiles que permiten una personalización instantánea de las fotos. Lo que empezó como una propuesta diferenciada, ahora es un must en cualquier tipo de evento social o corporativo, añadiendo un toque de diversión y dinamismo.